# Wirth Gyula
Dr. Wirth Gyula Antal (Berzőce, 1862. december 14. – Budapest, 1931. december 19.) iskolaigazgató, főgimnáziumi tanár, filológus, író.

## Élete és munkássága
Wirth Károly és Wache Katalin fiaként született. 1887-ben tett tanári vizsgát a latinból és görögből; tanári működését mint segédtanár a nagybecskereki főgimnáziumnál kezdte meg, 1888-tól pedig a besztercebányai királyi katolikus főgimnáziumnál folytatta. Rendes tanári kineveztetését 1890. augusztus 14-én nyerte. A budapesti I. kerületi állami főgimnázium tanára volt, tanította a latint és a görögöt. Agyvérzés és szívbénulásban hunyt el ötnapi szenvedés után 1931-ben, 69 éves korában. A Farkasréti temetőben helyezték örök nyugalomra. Felesége Beksics Gusztáv unokahúga, Andrásovits Margit. Lánya Haeffner Jenőné Wirth Erzsébet.

## Művei

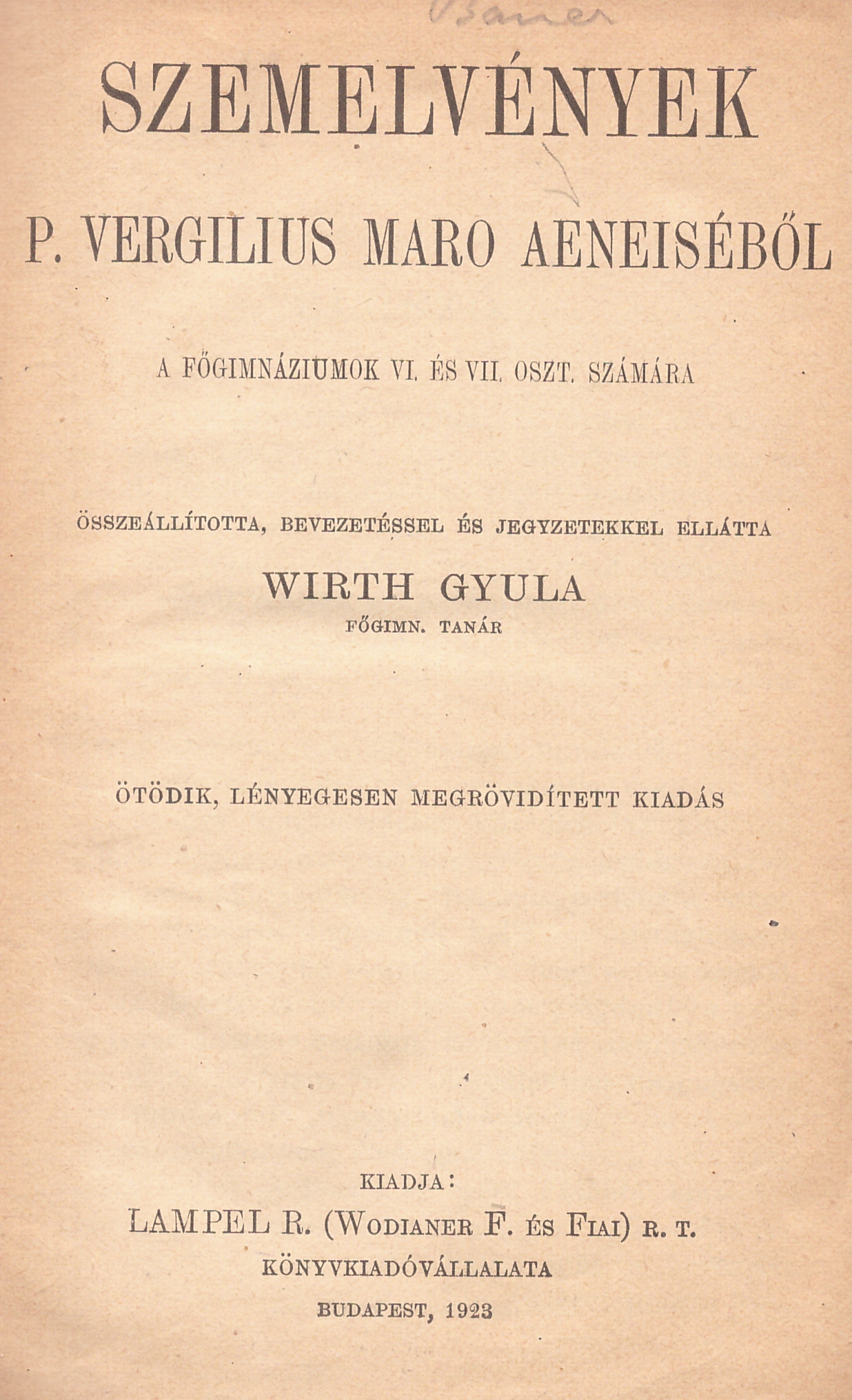
Szemelvények P. Vergilius Maro Aeneiséből (5. kiadás, 1923)

Folyóiratcikke a nagybecskereki főgimnázium Értesítőjében jelent meg (1888. Nehány szó Catullus születési évéről).
- Egy hang a Lesbiakérdés jelen állásához. Doctori értekezés. Nagy-Becskerek, 1886.
- Cornelii Nepotis vitae. (Miltiades, Themistocles, Aristides, Pausanias, Cimon, Lysander, Alcibiades, Thrasybulus.) Magyarázta Wirth Gyula. 1. füz. Milt. (1–7. 81–48 l.) Budapest, 1900. (Latin és Görög Classicusokhoz Való Praeparatio 47.)
- Cornelli Nepotis vitae. Magyarázta Wirth Gyula. 2. füz. Milt. 7–Them. 9. (49–96 l.) Budapest, 1900. (Latin és Görög Classicusokhoz Való Praeparatio 49.)
- Cornelii Nepotis vitae. Magyarázta Wirth Gyula. 3. füz. Themist. 9. Cim. 3. (97–144 l.) Budapest, 1900. (Latin és Görög Classicusokhoz Való Praeparatio 51.)
- Cornelii Nepotis vitae. Magyarázta Wirth Gyula. 4. füz. Cim. 3. Alc. 6. (145–192 l.) Budapest, 1900. (Latin és Görög Classicusokhoz Való Praeparatio 53.)
- Corneli Nepotis vita. Magyarázta Wirth Gyula. 5. füzet. Alc. 6 –Thros. végig. (193–235 l.)  Budapest, 1901. (?) (Latin és Görög Classicusokhoz Való Praeparatio 58.)
- C. Sallustius Crispus. Catilina összeesküvése. Fordította Kazinczy Ferenc. A fordítást kidolgozta, bevezetéssel és jegyzetekkel ellátta Wirth Gyula. Budapest, 1901. (Magyar Könyvtár 268.)
- Cornelius Tacitus Julius Agricolának életéről és erkölcseiről. Ford., bevezette és jegyzetekkel ellátta. Budapest, 1903 (Magyar Könyvtár 346.)
- Szemelvények P. Vergilius Maro Aeneiséből. Bevezette és jegyzetekkel ellátta. Budapest, 1904 (Görög és latin remekírók jegyzetes iskolai gyűjteménye)
- Stílusgyakorlatok Liviushoz és Vergiliushoz. A gimnázium VI. oszt. számára összeállította Szabó Gy. Iván. Kálmán János dr. és Wirth Gyula. 1906. (Latin Stílusgyakorlatok 4.)
- Stílusgyakorlatok Sallustiushoz, Cicerohoz és Vergiliushoz. A gimnázium VII. osztálya számára összeállították Burián János, Kara Győző, Székely István és Wirth Gyula. 1907. (Latin Stílusgyakorlatok 5.)
- Vergilius Maro Aeneiséből szemelvények. Összeállította, bevezetéssel és jegyzetekkel ellátta Wirth Gyula. Budapest, 1910.
- Kis latin nyelvkönyv. Atkinson H. W.–Pearce J. W. E. latin olvasókönyve alapján. A 2. kiadást átdolg.: Geréb József–Wirth Gyula. Budapest, 1913.